# خافي دياز
خافي دياز (بالإسبانية: Javier Díaz Sánchez) هو لاعب كرة قدم إسباني في مركز حراسة المرمى، ولد في 15 مايو 1997 في Coria del Río ‏ في إسبانيا. لعب مع نادي إشبيلية.

## وصلات خارجية
- خافي دياز على موقع الاتحاد الأوربي (الإنجليزية)
- خافي دياز على موقع قاعدة بيانات كرة القدم.إي يو (الإنجليزية)
- خافي دياز على موقع Soccerway.com (الإنجليزية)